# Bertrand Mac Gildas Oubida
Bertrand Mac Gildas Oubida (sinh ngày 30 tháng 4 năm 1992) là một cầu thủ bóng đá người Burkina Faso.

## Sự nghiệp câu lạc bộ
Bertrand Mac Gildas Oubida đã từng chơi cho FC Ryukyu.